# Jászvásár
Jászvásár (románul Iași, németül Jassenmarkt, törökül: Yaş) város Romániában, az ország negyedik legnépesebb városa, Iași megye székhelye és a Jászvásári egyházmegye püspöki székvárosa. Moldva történelmi régiójában található, és hagyományosan a román társadalmi, kulturális, tudományos és művészeti élet egyik vezető központja. A város 1564 és 1859 között a Moldovai Hercegség, 1916 és 1918 között pedig a Román Királyság fővárosa volt.
Románia kulturális fővárosaként ismert Iași a román történelem szimbóluma. Nicolae Iorga történész jelentette ki, hogy "ne legyen román, aki ne ismerné". A várost továbbra is "Moldova fővárosa" néven emlegetik, és az ország moldvai régiójának fő gazdasági és üzleti központja. 2018 decemberében Jászvásárt hivatalosan Románia történelmi fővárosává nyilvánították.
A 2011-es népszámláláskor a városnak 290.422 lakosa volt (ezzel a negyedik legnépesebb Romániában). Az agglomeráció övezetében 2018-ban 500.668 lakost számlálva Románia második legnépesebb területe volt Bukarest után.
A város az ország egyik legfontosabb oktatási és kutatóközpontja, itt található a legrégebbi román egyetem és az első mérnöki iskola, mely öt állami egyetemen több mint 60.000 hallgatót fogad be. Itt található a Vasile Alecsandri Nemzeti Színház, a Moldovai Állami Filharmónia, az Operaház, a Jászvásári Athenaeum, a Botanikus Kert, a Központi Egyetemi Könyvtár, továbbá számtalan fesztivál, múzeum, emlékház és vallási és történelmi emlék otthona. A város továbbá a legnagyobb romániai zarándoklat helyszíne, amelyre minden évben októberben kerül sor, több tízezrek érkeznek ekkor ide.

## Fekvése
A város Románia keleti részén, a Bahlui folyó két partján fekszik, a román–moldovai határ közelében.

## Története
Moldva területén a 11. században jászok éltek, innen jön a város neve is, Jászvásár. Később azonban a jászok betelepültek a Magyar Királyság területére, Moldva területére pedig románok érkeztek.
Első írásos említése 1408-ból származik, I. Sándor moldvai fejedelem által, bár találhatóak ennél régebbi épületek is a város területén (például az 1385-ben épített örmény templom).
1564-ben Alexandru Lăpușneanu moldvai fejedelem ide költöztette Moldva fővárosát Szucsávából. 1564-ben Vasile Lupu moldvai fejedelem itt alapította az első román nyelvű iskolát, illetve a Trei Ierarhi-templomban egy nyomdát. 1643-ban az első moldvai nyomtatott könyv ebben a városban jelent meg.
Bandinus érsek a Szentszék küldötteként 1646. évi jelentésében „magyarul Jasvasar, vlachul Ias, latinul Iassium vagy Iassi” néven említi a korabeli fővárost, melyben akkor is sok magyar élt.
1513-ban a tatárok, 1538-ban a törökök, 1686-ban pedig az oroszok dúlták fel, majd 1734-ben súlyos járvány tizedelte a város lakosságát.
1565 és 1859 között Moldva fővárosa, majd 1859 és 1862 között Moldva és Havasalföld Egyesült Királyságának társfővárosa volt Bukaresttel közösen.
Az 1860-as évektől kezdődően a városban található fa- és vályogépületeket fokozatosan lebontották, helyükre kő- és téglaépületeket emeltek, miközben az úthálózat minősége is javult. A Kultúrpalota, a Nemzeti Színház és az Alexandru Ioan Cuza Egyetem is ebben az időben épült.
Az első világháború idején a város két évig volt Románia el nem foglalt területeinek fővárosa, miután 1916. december 6-án a központi hatalmak elfoglalták Bukarestet.
1941. június 27–29. között hajtották végre a román szervek a jászvásári pogromot, amelynek során több mint 13 000, a városban élő zsidót gyilkoltak meg.
1944-ben a román–német és a Vörös Hadsereg erői sokáig csatáztak a város közelében, majd annak területén. 1944 júliusában a szovjet erők elfoglalták a várost.
A kommunista rendszerben erős iparosítás folyt a városban, illetve több óriási lakónegyed épült. A rendszer összeomlása után is Jászvásár maradt Kelet-Románia egyik gazdasági, kulturális, pénzügyi és közigazgatási központja.

## Látnivalók

### Történelmi épületek és műemlékek
- Roznovanu Palota
- Pogor-ház
- Ferentz Keresztje

### Templomok és monostorok
- Jászvásári katedrális

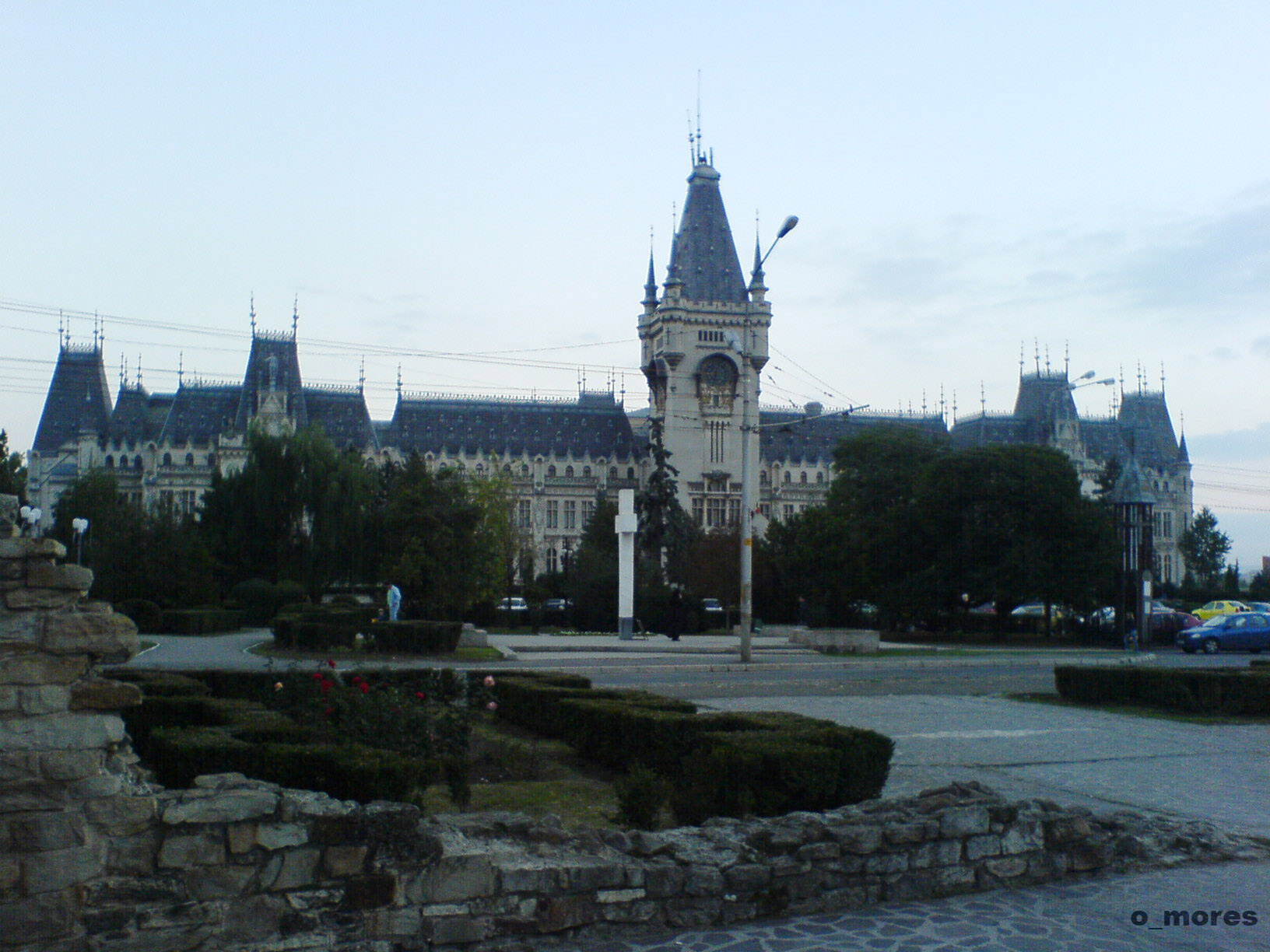
Kultúrpalota

- Trei Ierarhi-templom és monostor (Mănăstirea Sfinții Trei Ierarhi)
- Gólia monostor
- Galata monostor
- Kissvár monostor (Mănăstirea Cetățuia)
- Szent Száva-templom
- Katolikus templom

### Múzeumok, kulturális intézmények
- Kultúrpalota
- Nemzeti Színház
- Al. I. Cuza Egyetem
- Mihai Eminescu Múzeum

## Híres emberek

### Itt élt
- Grigore Ureche (1590–1647) az első moldvai krónikaíró
- Miron Costin (1633–1691) író, történész
- Dimitrie Cantemir (1673–1723) filozófus, író, Moldva fejedelme
- Gheorghe Asachi (1788–1869) író, költő, drámaíró
- Mihail Kogălniceanu (1817–1891) történész, politikus, Románia miniszterelnöke 1863–1865 között
- Alexandru Ioan Cuza (1820–1873), Románia első uralkodója
- Vasile Alecsandri (1819–1890) költő, író, néprajzkutató
- Ion Creangă (1837–1889) író
- Mihai Eminescu (1850–1889) költő
- Nicolae Iorga (1871–1940) történész
- Mihail Sadoveanu (1880–1961) író

### Itt született
- Salbeck Mihály (1709–1758) jezsuita áldozópap, tanár
- Lascăr Catargiu (1821–1899) román politikus, miniszterelnök
- Emil Racoviță (1868–1947) barlangkutató, biológus
- Antonin Ciolan (1883–1970) karmester
- Ionel Teodoreanu (1897–1954) író
- George Emil Palade (1912–2008) orvosi Nobel-díjas
- Itt halt meg 1791-ben Grigorij Alekszandrovics Patyomkin herceg, orosz politikus és hadvezér.

## Sport
- Politechnica Jászvásár, futballcsapat az A divízióban
- Poli Millennium Jászvásár, kosárlabdacsapat
- Poli Agro Jászvásár, rögbicsapat

## Testvérvárosok
- Aszjút, Egyiptom
- Iszfahán, Irán
- Kozáni, Görögország
- Monterrey, Mexikó
- Padova, Olaszország
- Poitiers, Franciaország
- Ramla, Izrael
- Hszian, Kína
- Atlanta, Egyesült Államok